# Alex Yermolinsky
Alex Yermolinsky (né le 11 avril 1958 à Leningrad sous le nom AlekseÏ Vladimirovitch Iermolinski, en russe : Алексей Ермолинский) est un grand maître américain du jeu d'échecs.

## Biographie et carrière
En 1993, Yermolinksy remporte le championnat des États-Unis, ex æquo avec Alexander Shabalov. Il est le seul champion en 1996. En 2001, il remporte le championnat continental américain.

## Championnats du monde
En 1995, il finit 42e du tournoi de sélection du championnat du monde PCA. Lors du Championnat du monde de la Fédération internationale des échecs 1997-1998, à Groningue, il fut éliminé au premier tour par .
| Année | Lieu      | Résultat       | Ultime adversaire  | Adversaires battus          |
| ----- | --------- | -------------- | ------------------ | --------------------------- |
| 1997  | Groningue | premier tour   | Stefan Kindermann  |                             |
| 1999  | Las Vegas | deuxième tour  | Sergueï Roublevski | Kevin Spraggett             |
| 2000  | New Delhi | troisième tour | Michael Adams      | Mohammed Al-Modiahki Xu Jun |
| 2001  | Moscou    | premier tour   | Vadim Milov        |                             |

## Vie privée
Yermonlinsky a épousé le maître international féminin Kamilė Baginskaitė qu'il a rencontrée lors de l'Olympiade d'échecs de 1996 à Erevan.

## Deux parties
Valerij Zhuravliov (en)-Alex Yermolinsky, Blagoveshchensk, 1988
1. e4 c5 2. f4?! 2...d5! 3. exd5 Cf6 4. Fb5+ Cbd7 5. c4 a6 6. Fxd7+ Fxd7 7. Cf3 e6 8. De2!? Fe7!? 9. dxe6 Fxe6 10. 0-0 0-0 11. Cc3 Te8 12. Ce5?! (12. d3 Ff5 13. Td1 Fd6 14. Df2) 12...Cd7! 13. Rh1 Cxe5 14. fxe5 Dd4 15. b3 Tad8 16. De4 Td7! 17. Dxd4 Txd4 18. Te1! f6?! (18...Ted8 19. Ce4 Ff5 20. Cg3 Fg6 21. Cf1 b5) 19. Ce4? (19. exf6 Fxf6 20. Cd5!) 19...f5! 20. Cf2 f4! 21. Te2 Ted8 22. a4? (22. d3 Fh4 23. Fb2 Fxf2 24. Txf2 Txd3 25. Txf4 Td2 26. Fc3 Txa2 27. Tff1) 22...Ff5 23. Ta2 g5 24. h3 Rf7 25. Rg1 Re6 26. Rf1 h5 27. Re1 g4 28. Fb2 g3! 29. Fxd4 cxd4 30. Rf1 gxf2 31. Txf2 Rxe5 32. Ta1 Fd3+ 33. Rg1 Fh4 34. Tf3 Fe2 0-1.
La partie suivante montre les qualités de grand défenseur de Yermolinsky :
Joël Lautier-Alex Yermolinsky, Wijk aan Zee, 1997
1.d4 Cf6 2. c4 e6 3. Cc3 Fb4 4. e3 0-0 5. Fd3 c5 6. Cf3 d5 7. 0-0 Cc6 8. a3 Fxc3 9. bxc3 dxc4 10. Fxc4 Dc7 11. Fb5! 11...a6 12. Fe2 Td8 13. Dc2 e5 14. Fb2 Fg4 15. dxe5 Cxe5 16. c4 Cxf3+ 17. gxf3 Fh3? (17...Fh5) 18. Tfb1! De7 19. Rh1 De6 20. Tg1 Ff5 21. Dc3 Fg6 22. Tg5 b6 23. a4 a5! 24. e4 Te8 25. Td5 Dc6 26. Fd3 Te6! 27. Fc2 Tae8 28. Tad1 Dc7 29. Tg1 h6 30. Tg4 Rh7! 31. Tg1 Tg8 32. Td2 Td8! 33. Td5 Tg8 34. Td2 Td8 35. Tgd1 Txd2 36. Txd2 Te8 37. e5?! Ch5 38. Fxg6+ fxg6 39. Td6 Cf4 40. De3 Df7?! 41. De4 Ce6 42. Fc1 Cd4 43. f4 Te6 44. Td8 Te8 45. Td6 Te6 46. Td8 Te8 47. Dd5 Dxd5+ 48. Txd5 Rg8 49. Fe3 Cf5 50. Td7 g5! 51. fxg5 Cxe3 52. fxe3 hxg5 53. Tb7 ½ - ½.